# Bjarne Ibsen
Bjarne Ibsen (født 24. august 1952) er en tidligere dansk atlet. Han var medlem af Vejle IF frem til 1973 derefter i Skovbakken. Han er tidligere dansk mester i femkamp og tikamp.
Ibsen er uddannet med hovedfag i samfundsfag på Institut for Statskundskab på Aarhus Universitet (1975 – 1980) og bifageksamen i idræt på Danmarks Højskole for Legemsøvelser ved Københavns Universitet (1980 – 1982). Han har en Ph.d. i statskundskab fra Aarhus Universitet (1989 – 1992). Han er i dag professor og forskningsleder på Institut for Idræt og Biomekanik for forskningsenheden på Center for forskning i Idræt, Sundhed og Civilsamfund ved Syddansk Universitet.

## Danske mesterskaber
- Guld 1979 Femkamp
- Guld 1979 Tikamp
- Bronze 1978 Trespring 14,24
- Guld 1978 Femkamp
- Sølv 1977 Trespring 14,10
- Guld 1977 Femkamp
- Bronze 1975 Trespring 14,15
- Guld 1975 Femkamp
- Sølv 1975 Tikamp 7136p
- Bronze 1974 Trespring 13,85
- Bronze 1973 400 meter hæk 54.7